# I Lombardi
I Lombardi alla prima crociata o I Lombardi és una òpera en quatre actes de Giuseppe Verdi, amb llibret de Temistocle Solera. S'estrenà al Teatro alla Scala de Milà l'11 de febrer de 1843. A Catalunya es va estrenar al Teatre de la Santa Creu de Barcelona el 7 de juny de 1845.
L'any 1847 va ser revisada per a la seua estrena a París, amb el títol de Jerusalem.
Verdi va dedicar la partitura a l'emperadriu consort de França Maria Lluïsa d'Àustria, qui va morir poques setmanes després de l'estrena.

## Argument

### Acte I - La venjança
Milà, entre 1097 i 1099. A la Basílica de Sant Ambròs, Arvino ha concedit el perdó al seu germà Pagano, qui temps enrere va agredir-lo en un atac de gelosia, per amor de la bella Viclinda, ara muller d'Arvino. Després de ser proscrit i exiliat, Pagano torna a Milà, amb el perdó dels pares.

### Acte II - L'home de la caverna
El segon acte comença a les cambres d'Acciano, tirà d'Antioquia. El tirà invoca la venjança d'Al·là sobre els cristians, que han envaït el seu país.
En una cova viu un exiliat Pagano, com a ermità, esperant l'arribada dels cristians. Mentrestant se li presenta Pirro, ara convertit a l'Islam, qui no reconeix Pagano. Pirro li demana ajuda per a obtenir el perdó diví: com a custodi de les portes d'Antioquia, les obrirà als llombards. En el mateix moment apareix Arvino, el qual, sense reconèixer el seu germà, li prega ajuda per salvar la seua filla Giselda. Pagano anuncia que la ciutat caurà aquella mateixa nit; segueix un cor de celebració dels croats (Stolto Allah!).

### Acte III - La conversió
A la vall de Josafat. Giselda plora Oronte, el qual, de sobte se li apareix abillat de llombard. No era mort, sinó només ferit. Ambdós (després del duet Teco io fuggo), fugen plegats. Arvino, però, la maleeix després d'haver-la vist fugir amb l'amant (Sì, del ciel che non punisce) i també Pagano, a qui alguns croats han cregut veure al campament.
Mentrestant, a la cova, Giselda acompanya Oronte, ferit mortalment. Arriba Pagano i exhorta Oronte a convertir-se per amor a Giselda. El musulmà es converteix, i mor, invocant Giselda, i amb la benedicció de Pagano.

### Acte IV - El Sant Sepulcre
A la caverna. Pagano mostra a Arvino la filla assedegada i amb febra, invocant el perdó. La noia delira: se li apareix Oronte en somnis, el qual anuncia als cristians que les aigües de Siloè aplacaran la set que pateixen els croats (Qual prodigio!).
Mentrestant, els llombards preguen a Déu, i recorden l'aire fresc, la natura i la pau de la terra llombarda amb la famosa pregària O signor, dal tetto natio. Apareixen Giselda, Pagano i Arvino, i anuncien que han trobat les aigües de Siloè, com havia predit el somni de Giselda. Mentre els cristians celebren la troballa, Pagano, a punt de morir, revela a Arvino que ell no és un simple ermità, sinó també el seu germà, i li demana perdó. Arvino el beneeix mentre Jerusalem cau en mans dels croats.

## Enregistraments selectes
| Any  | Repartiment (Arvino, Pagano, Viclinda, Giselda, Oronte)                                | Director, Teatre i orquestra                                        | Segell                                 |
| ---- | -------------------------------------------------------------------------------------- | ------------------------------------------------------------------- | -------------------------------------- |
| 1969 | Umberto Grilli Ruggero Raimondi Anna di Stasio Renata Scotto, Luciano Pavarotti        | Gianandrea Gavazzeni, Orquestra de l'Òpera de Roma                  | Audio CD: Opera D'oro ASIN: B00000FBRS |
| 1971 | Jerome Lo Monaco Ruggero Raimondi Desdemona Malvisi Cristina Deutekom, Plácido Domingo | Lamberto Gardelli, Royal Philharmonic Orchestra i Ambrosian Singers | Audio CD: Philips Cat: 000942602       |
| 1996 | Richard Leech Samuel Ramey Patricia Racette June Anderson, Luciano Pavarotti           | James Levine, Orquestra i cor del Metropolitan Opera House          | Audio CD: Decca Cat: 455 287-2         |

Nota: "Cat:" indica el número de catàleg del segell discogràfic; "ASIN" és la referència a amazon.com.